# Ленский, Дмитрий Тимофеевич
Дми́трий Тимофе́евич Ле́нский (настоящая фамилия Воробьёв; 1805[…], Москва — 9 [21] декабря 1860, Москва) — русский писатель

, переводчик, актёр; автор популярных в XIX веке водевилей.

## Биография
Сын купца. Учился в Московской практической академии коммерческих наук (1816—1821). По окончании её три года служил бухгалтером в банкирской конторе английского негоцианта Джона Никерзгиля (1775—1841).
Дебютировал на сцене в 1824 году. Был первым исполнителем роли Хлестакова на премьере в Москве комедии Н. В. Гоголя «Ревизор»; дал образу водевильную трактовку.
Написал около ста драматических сочинений и оперных либретто. Для собственных пьес заимствовал сюжеты из французских пьес, насыщая их бытовыми подробностями из жизни русского купечества, мещанства, провинциальных актёров. Водевили Ленского (более 70) отличались сценичностью, стремительным ходом действия, невероятными ситуациями, умелым использованием приёмов «грубой комики», каламбуров и острот. Издал «Оперы и водевили, переводы с французского» (ч. 1—4, 1835—1836).
Лучшие водевили Ленского («Лев Гурыч Синичкин, или Провинциальная дебютантка», постановка 1839 года, и другие) долгое время были в основном репертуаре русского театра.
Автор либретто оперы А. Н. Верстовского «Громобой» (1854, постановка 1857).
Один из первых переводчиков П. Ж. Беранже в России. Наибольшую известность приобрело стихотворение «Подайте ж милостыню ей», на которое композитор Александр Алябьев сочинил музыку. Так получился романс «Нищая», успешными исполнителями которого стали Галина Карева, Жанна Бичевская, Людмила Гурченко, Эдуард Хиль, Александр Малинин, Тамара Калинкина и многие другие артисты.
Похоронен на Ваганьковском кладбище (6 уч.).

## Литературная деятельность
- «Ещё суматоха, или На свете всё превратно». Ком.-водевиль в 1 д. Пер. с фр. М., 1828
- «Сват невпопад». Ком.-водевиль в 1 д. Пер. с фр.
- «Честный вор». Ком.-водевиль в 1 д. Пер. с фр.
- «Невинный в вине, или Судейский приговор». Опера-водевиль в 1 д. Текст пер. с фр.
- «Дедушка-жених». Ком.-водевиль в 1 д. Э. Скриба. Пер. с фр.
- «Господин слуга, или Игра щастия» Ком.-водевиль в 1 д. Пер. с фр. М., 1830
- «Крёстная маменька» (La marraine). Ком.-водевиль в 1 д. Э. Скриба, Локруа и Ж. Шабо де Буэна. Пер. с фр. СПб.—М., 1874
- «Прекрасный принц, или Небылицы в лицах» (Le prince charmant, ou Les contes de fees). Водевиль в 1 д. Э. Скриба. Пер. с фр. М., 1830
- «Воспитанник любви, или Как он переменился» (Jean). Ком.-водевиль в 4 частях М. Теолона и А. Синьоля. Пер. с фр.
- «Барон фон Тренк» (Baron de Trenck). Ком.-водевиль в 2 д. Э. Скриба и Ж. Делавиня. Пер. с фр. СПб.—М., 1873
- «Чудные приключения и удивительное морское путешествие Пьетро Дандини» Волшебная опера-водевиль, в 3 д. Э. Скриба и Ж.-А. Дюпена (Henri Dupin). Пер. с фр.
- «Муж и жена». Ком.-водевиль в 1 д. Пер. с фр.
- «Час в тюрьме, или Ещё в чужом пиру похмелье» (Une heure de prison, ou La lettre de recommandation). Водевиль в 2 д. Т.-М. Дюмерсана, Ш.-О. Севрена и Ж.-Т. Мерля (Jean-Toussaint Merle). Пер. с фр.
- «Первая любовь» (Les premieres amours, ou Les souvenirs d’enfance). Ком.-водевиль в 1 д. Э. Скриба. Пер. с фр.
- «Филипп, или Фамильная гордость» (Philippe). Ком.-водевиль в 1 д. Э. Скриба, Мельвиля (А.-О.-Ж. Дюверье) и Ж. Баяра. Пер. с фр.
- «Теобальд, или Возвращение из России» (Theobald, ou Le retour de Russie). Ком.-водевиль в 1 д. Э. Скриба и А.-Ф. Варнера (Antoine-François Varner). Пер. с фр.
- «Старый гусар, или Пажи Фридриха II». Опера-водевиль в 3 д. Текст Т.-Ф. Девильнева, Э. Дюпати и В.Сент-Илера. Сюжет заимствован из романа Ш.-А.-Г. Пиго-Лебрена «Les barons de Felsheim». Пер. с фр.
- «Два мужа» (Les deux maris). Ком.-водевиль в 1 д. Э. Скриба и А.-Ф. Варнера (Antoine-François Varner). Пер. с фр. СПб.—М., 1874
- «Кеттли, или Возвращение в Швейцарию» (Kettly, ou Le retour en Suisse). Опера-водевиль в 1 д. Ф.-А. Дювера и П. Дюпора. Пер. с фр. (постановка в Москве в 1832 моск. драматической труппой в помещении Большого театра)
- «Дезертер, или Тоска по отчизне» (Le mal du pays, ou La bateliere de Brienz). Опера-водевиль в 1 д. Текст Э. Скриба и Мельвиля (А.-О.-Ж. Дюверье). Пер. с фр.
- «Усы» (Partie et revanche). Ком.-водевиль в 1 д. Э. Скриба, Франсиса и Н. Бразье. Пер. с фр.
- «Поцелуй по векселю» (Le baiser au porteur). Ком.-водевиль в 1 д. Э. Скриба, Ж. Жансуля (Justin Gensoul) и Ф. де Курси (Frédéric de Courcy). Пер. с фр. (постановка моск.драм.труппой на сцене Большого театра 23 мая 1832 в собственный бенефис)
- «Актриса, певица и танцовщица». Ком.-водевиль в 1 д. Пер. с фр. СПб.—М., 1873
- «Хороша и дурна, и глупа и умна». Водевиль в 1 д. Переделка водевиля Э. Скриба и Мельвиля (А.-О.-Ж. Дюверье) «La demoiselle a marier, ou La premiere entrevue»
- «Любовное зелье, или Цирюльник стихотворец». Опера-водевиль в 1 д. Переделка водевиля Мельвиля (А.-О.-Ж. Дюверье) и Н. Бразье «Le philtre champenois».
- «Стряпчий под столом» (Monsieur Jovial, ou L’huissier chansonnier). Водевиль в 2 д. М. Теолона и Шокара. Пер. с фр.
- «Скряги в тисках». Опера-водевиль в 1 д. Пер. с фр.
- «Дамский доктор» (Le medecin des dames). Водевиль в 1 д. Э. Скриба и Мельвиля (А.-О.-Ж. Дюверье). Пер. с фр. СПб., 1836
- «Дамский тайный советник» СПб., 1838
- «Влюблённый брат» (Rodolphe, ou Frere et sœur). Драма в 1 д. Э. Скриба и Мельвиля (А.-О.-Ж. Дюверье). Пер. с фр.
- «Мечты» (Une chaumiere et son cœur). Ком.-водевиль в 3 д. Э. Скриба и Альфонса. Пер. с фр.
- «Хоть тресни, а женись» (Le mariage force). Ком. в 1 д. Ж.-Б. Мольера. Вольный пер. с фр. в стихах
- «Два купца и два отца» (Моiroud et companie). Ком.-водевиль в 1 д. Ж. Баяра и Ж. Вайи. Пер. с фр. СПб.—М., 1873
- «Мальвина, или Урок богатым невестам». Драма в 2 д. в стихах. Пер. с фр. ком. Э. Скриба «Malvina, ou Un mariage d’inclination»;
- «Жених нарасхват» (Le coq de village). Шуточный водевиль в 1 д. Ш.-С. Фавара. Пер. с фр. М., 1837
- «Маскарад в летнем клубе, или Ни то, ни сё для разъезда карет, не водевиль и не балет». Пер. с фр.
- «Зеркало, или Дамский тайный советник». Ком. в 1 д. Пер. с фр.
- «Добрый гений» (L’ange gardien). Трилогия-водевиль в 3 сценах Д.-Ш. Дюпети и П. Деланда. Пер. с фр.
- «Дядюшкина тайна» (Le secret de mon oncle). Водевиль в 1 д. Ш. Варена (Charles Varin). Пер. с фр. СПб., 1841
- «Пажи Бассомпьера» (Les pages de Bassompiere). Водевиль в 1 д. Ш. Варена (Charles Varin), Э. Араго и Деверже. Пер. с фр.
- «Лев Гурыч Синичкин, или Провинциальная дебютантка» (Le pere de la debutante). Ком.-водевиль в 5 д. М. Теолона и Ж. Баяра. Пер. с фр. (в Москве впервые 3 ноября 1839 в бенефис танцовщицы А. И. Ворониной-Ивановой в помещении Большого театра) СПб., 1844
- «Граф-литограф, или Честолюбивая штопальщица». Водевиль в 1 д. Пер. с фр. СПб., 1841
- «Жена за столом, а муж под полом» (Le cabaret de Lustucru). Водевиль в 1 д. Э. Жема и Э. Араго. Пер. с фр. СПб.—М., 1873
- «Харьковский жених, или Дом на две улицы». Водевиль в 2 д. Пер. с фр.
- «Павел Степанович Мочалов в провинции». Вод. в 2 д. Переделка фр. вод. Ф. Дефоржа и П. Вермона «Lekain a Draguignan»;
- «Зятюшка» (Mon gendre). Вод. в 1 д. Ж. Баяра и Лорансена (Paul Aimé Chapelle). Пер. с фр. СПб.—М., 1873
- «Две кормилицы». Фарс-вод. в 1 д. Взят с фр.
- «В людях ангел — не жена! Дома с мужем — сатана!» (L’ange dans le monde et le diable a la maison). Ком. в 3 д. Ф. де Курси и Д.-Ш. Дюпети. Пер. с фр. СПб.—М., 1872
- «Ужас! Ужас!! Ужас!!!». Вод. в 1 д. Пер. с фр.
- «Барская спесь и Анютины глазки» (La marquise de Pretintaille). Вод. в 1 д. Ж. Баяра и Ф. Дюмануара. Пер. с фр. М., 1849
- «Фортункин, или Муж с места, другой на место» (Mon ami Cleobul). Вод. в 1 д. Пер.с фр.
- «Вот так пилюли! Что в рот, то спасибо!». Волшебная опера-вод. в 3 д. и 12 картинах. Пер. фр. вод. Ф. Лалу, О. Анисе-Буржуа и Лорана «Les pilules du diable». Музыка Штуцмана (в Москве: 30 января 1842 в бенефис машиниста Л.-П. Пино, в помещении Большого театра) СПб.—М., 1873
- «Первый день брака через тридцать лет после свадьбы, или Лучше поздно, чем никогда» (Monsieur de Maugallard, ou Le premier jour des noces). Ком. в 1 д. Ж.-Б. Розье и О. Арну. Пер. с фр.
- «Гамлет Сидорович и Офелия Кузьминишна» (Indiana et Charlemagne). Шутка-вод. в 1 д. Ж. Баяра и Ф. Дюмануара. Пер. с фр. СПб.—М., 1873
- «Убийца своей жены» (L’homme qui tue sa femme). Вод. в 2 д. Э. Бризбарра и Э. Жема. Пер. с фр.
- «Война с тёщей, или Насилу за ум взялись» (Le mari a la campagne). Ком. в 3 д. Ж. Баяра и Ж. Вайи. Пер. с фр. СПб.—М., 1873
- «20, 40, 100» (Вrelan de Troupiers). Ком.-вод. в 1 д. Ф. Дюмануара и Э. Араго. Пер. с фр.; совместно с Н. П. Беккером
- «Тысяча и одна ночь, арабские сказки». Волшебная ком.-вод. в 4 д. Пер. с фр. Н. П. Беккера. Куплеты Д. Т. Ленского.
- «Волчий рот, лисий хвост» (Une jeunesse orageuse). Ком.-вод. в 2 д. Ш. Денуайе. Пер. с фр. СПб., 1850
- «Жертва мщения» (Juliette). Драма в 2 д. Мельвиля (А.-О.-Ж. Дюверье) и Ш.-А.-Э. Бьевиля. Пер. с фр. СПб.—М., 1873
- «Два брата с Арбата и третий к ним хват» (Les freres Dondaine). Шутка-вод. в 1 д. Ш. Варена (Charles Varin) и Лопеса. Пер. с фр. СПб.—М., 1873
- «У страха глаза велики, или Уберёг, но надолго ли?» (La tante mal gardee). Вод. в 1 д. Ж. Баяра и Матона. Пер. с фр.
- «Три невидимки» (Les fees de Paris). Ком.-вод. в 2 д. Ж. Баяра. Пер. с фр. М., 1850
- «Рад не рад, а делать нечего» (Воn gre, mal gre). Вод. в 1 д. Ж. Барбье. Пер. с фр.
- «Минеральные воды» (Les eaux de Mont d’or). Вод. в 1 д. Э. Скриба, Ф. де Курси и Ж. Сентина. Пер. с фр.
- «Учитель и мельничиха, или Воспитание и природа» (Le moulin joli). Оперетта в 1 д. Текст Л. Клервиля. Пер. с фр. СПб.—М., 1873
- «Учёные чудаки и ребёнок». Ком. в 1 д. А. Дюма. Пер. с фр. Д. Т. Ленского
- «Простушка и воспитанная». Вод. в 1 д.
- «Громобой» М., 1857
- Водевили. М., Гослитиздат, 1937